# Linda Murri

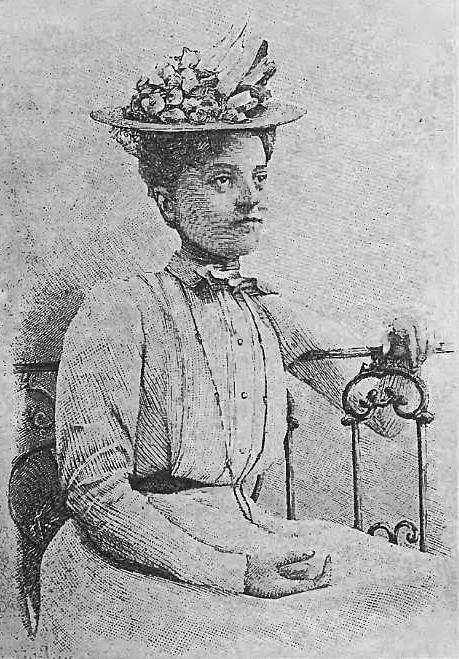
Linda Murri (przed 1905)

Linda Murri, właśc. Teodolinda Murri (ur. 12 września 1871 w Fermo, zm. 4 grudnia 1957 w Rzymie) – włoska arystokratka oskarżona o współudział w zabiciu męża.
Była córką wybitnego lekarza, Augusta Murri. Została żoną hrabiego Francesca Bonmartini. Jego zmasakrowane nożem ciało znaleziono w willi Bovilaque w Bolonii 2 września 1902 roku. O morderstwo został oskarżony brat Lindy, 28-letni Tullio Murri, którego zadenuncjował ich ojciec, profesor Murri. Motywem zbrodni miało być nieszczęśliwe małżeństwo Lindy. Pomocnictwa w morderstwie udzielili sprawcy lekarz Pia Naldi (jako nagrodę miał otrzymać pieniądze przekazane przez kochanka Lindy, prof. Secchi) i Rozina Bonetti (kochanka Tullia).
Proces rozpoczął się w Turynie 21 lutego 1905 roku, zakończył w tym samym roku, 12 sierpnia. Na świadków powołano 364 osoby, obrony podjęło się 21 adwokatów. Tullio został skazany na karę 30 lat więzienia i 10 lat policyjnego dozoru za zabójstwo z premedytacją i kradzież (taką samą karę wymierzono lekarzowi Naldiemu). Uniknął dożywocia, ponieważ sędziowie dopatrzyli się okoliczności łagodzących. Lindę Murri, która nakłaniała brata do zabójstwa, skazano na karę 10 lat deportacji. Ponadto Secchi otrzymał karę 10 lat, a Bonetti 7 lat więzienia. Wyrok został odebrany jako nad wyraz surowy w publikacjach prasowych, w wypowiedziach opinii publicznej, jak i w komentarzach przedstawicieli świata prawniczego. Przebieg procesu z wyższych sfer relacjonowały wszystkie gazety na pierwszych stronach, a dyskusja na temat winy rodzeństwa, domniemanego współudziału ojca Lindy i wysokości kary trwała w Europie prawie cztery lata. Emocje budził zwłaszcza fakt, że w rodzinie nie wyznawano wartości religijnych, a Linda Murri – matka dwójki dzieci – miała kochanka. 
W roku 1906 król Wiktor Emanuel III ułaskawił Lindę, która po odzyskaniu wolności zamieszkała w Rzymie, gdzie ponownie wyszła za mąż. Przebieg procesu Lindy Murri stał się tematem filmu Maura Bologniniego Czyny szlachetnego rodu (Fatti di gente perbene, 1974) z Catherine Deneuve jako Lindą Murri.